# Ramanowska aktywność optyczna

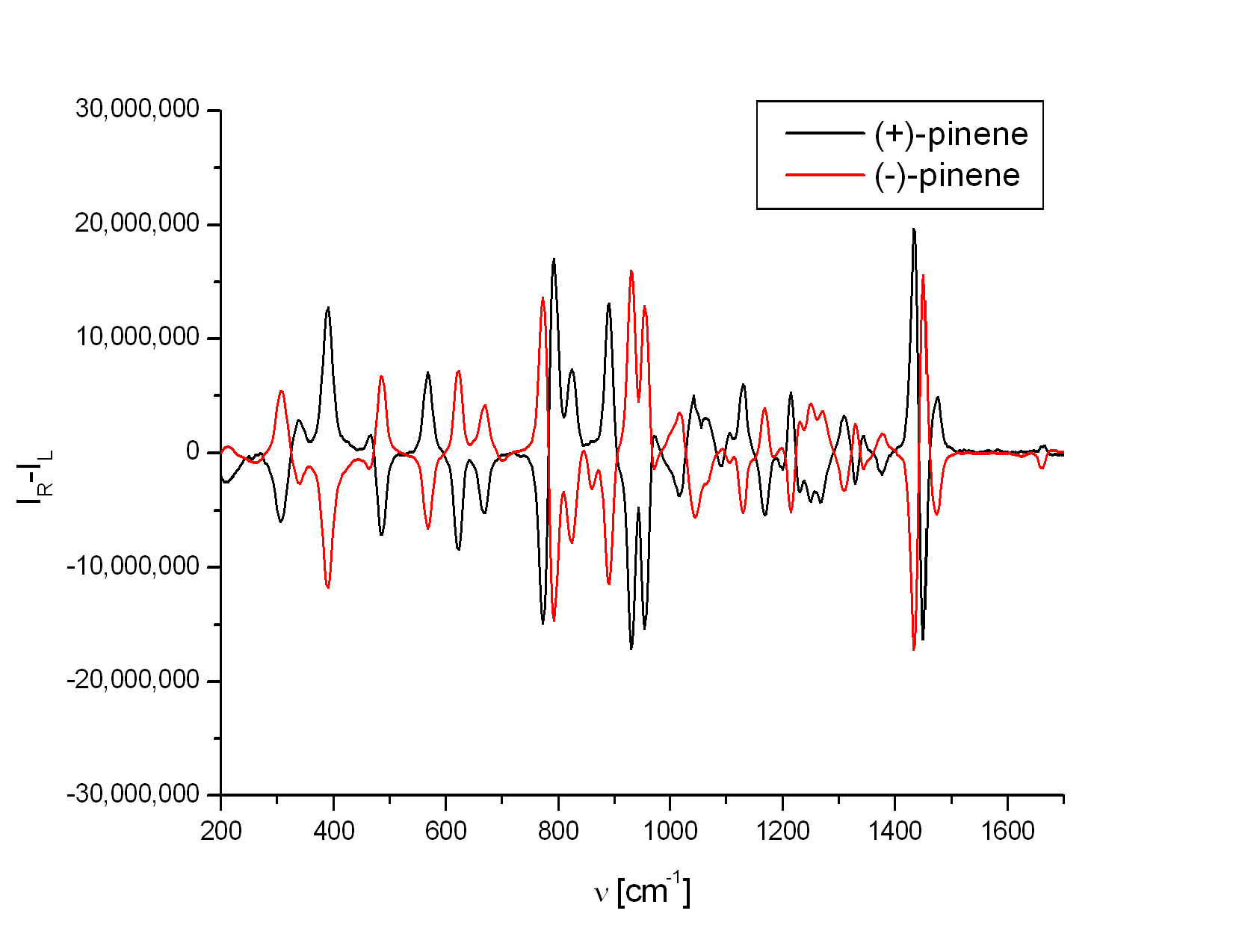
Widma ROA (+) i (-) pinenu

Ramanowska aktywność optyczna (ang. Raman optical activity, ROA) - zjawisko różnego rozpraszania nieelastycznego (różnego natężenia promieniowania rozproszonego w efekcie Ramana) przez próbkę chiralną, gdy światło podające jest spolaryzowane kołowo w lewo, niż gdy jest spolaryzowane kołowo w prawo. Zjawisko to można traktować jako odpowiednik wibracyjnego  dichroizmu kołowego w widmach Ramana.
Widma ROA są bardzo słabe (widmo różnicowe jest około 1000 razy słabsze niż zwykłe widmo Ramana), stąd spektroskopia ta rozwija się od stosunkowo niedawna. Wykorzystuje się ją głównie do badania struktury związków czynnych biologicznie (białek, kwasów nukleinowych, wirusów) w roztworach wodnych. Ma też pewne zastosowanie w wyznaczaniu konfiguracji absolutnej.
Przy użyciu techniki ROA możliwe jest także wyznaczanie stosunku enancjomerycznego lub nadmiaru enancjomerycznego mieszaniny enancjomerów.